# Pseudoxyrhopus ankafinaensis
Pseudoxyrhopus ankafinaensis — вид змій родини Pseudoxyrhophiidae. Ендемік Мадагаскару.

## Поширення і екологія
Pseudoxyrhopus ankafinaensis відомі з типової місцевості, розташованої в регіоні От-Маціатра на сході центрального Мадагаскару. Вони живуть у вологих тропічних лісах, на висоті 1400 м над рівнем моря.

## Збереження
МСОП класифікує цей вид як такий, що перебуває на межі зникнення. Pseudoxyrhopus ankafinaensis загрожує знищення природного середовища.